# كارلتون روي بال
كارلتون روي بال (بالإنجليزية: Carleton Roy Ball)‏ هو عالم نبات أمريكي، ولد في 1873 في ليتل روك في الولايات المتحدة، وتوفي في 2 فبراير 1958 في واشنطن العاصمة في الولايات المتحدة.